# Macrotarsipus lioscelis
Macrotarsipus lioscelis là một loài bướm đêm thuộc họ Sesiidae. Nó được tìm thấy ở Sierra Leone.